# هرمان راينهارد
هرمان راينهارد (بالألمانية: Hermann Reinhard)‏ هو عالم حشرات وطبيب ألماني، ولد في 15 نوفمبر 1816 في درسدن في ألمانيا، وتوفي بنفس المكان في 10 يناير 1892.